# ناریش‌لار
ناریش‌لار (ترکی آذربایجانی: Narişlar) یک منطقهٔ مسکونی در جمهوری آرتساخ است که در استان کاشاتاق واقع شده‌است.